# L.C.F. Lütken
Louis Carl Frederik Lütken (19. april 1863 i København – 27. juni 1918 i Roskilde) var en dansk officer, bror til Cecilie Lütken og far til Sigrid Lütken.

## Karriere
Han var søn af fuldmægtig i Finansministeriet, senere amtsforvalter i Rønne og Vejle Johannes Sylvester Lütken (1830-1896) og Friederikke Elise Buchwald (1843-1924). Lütken blev 1881 student fra Sorø Akademi, gennemgik 1882-84 Hærens Officersskoles næstældste klasse, blev sekondløjtnant i fodfolket 1884 og premierløjtnant allerede samme år, var 1890-93 i skolens ældste klasse, 1895-99 til tjeneste i Generalstaben og blev kaptajn 1899. Som løjtnant blev han dømt til en måneds arrest for hård fremfærd over for mandskabet.

## Politiske kontakter
Fra 1890'erne fik Lütken gennem bekendtskab med Sigurd Berg gode kontakter til den unge partileder J.C. Christensens, hvis fortrolighed og venskab han vandt. Efter provisorietidens voldsomme brydninger for og imod Københavns Befæstning søgte J.C. Christensen en afklaring af sit forsvarspolitiske synspunkt og fandt i Lütken en kompetent rådgiver. Ved forhandlingerne forud for systemskiftet i sommeren 1901 nævnte J.C. Christensen Lütken som forsvarsminister, men admiral Ferdinand Henrik Jøhnke og Christopher Hage afviste ham dog og henviste til V.H.O. Madsen, som fik embedet. Men Lütken fortsatte som J.C. Christensens rådgiver i de følgende år med store konsekvenser for dansk politik i almindelighed og forsvarspolitikken i særdeleshed.
I lyset af Tysklands voldsomme oprustning under kejser Wilhelm II søgte Lütken at overbevise Venstres leder om nødvendigheden af en tilnærmelse til Tyskland og af en forsvarspolitik, der sikrede Tyskland mod et angreb fra nord under en eventuel storkrig. Derfor søgte Lütken i 1902 at blive militærattaché i Berlin, hvilket mislykkedes. I stedet skaffede J.C. Christensen ham penge til et studieophold i Berlin, hvor han bl.a. tjenstgjorde i den tyske generalstab. Trods den danske gesandts modvilje opnåede Lütken gode kontakter i generalstaben og meddelte denne, at han repræsenterede "ministeriets stærke mand". Den 4. november 1903 gav han J.C. Christensen den første rapport om sine samtaler i Berlin. Indbereteningen førte til, at Christensen "mistede troen" på et reduceret dansk forsvar og forårsagede derved et af de mest afgørende brud i dansk politik, nemlig splittelsen i Venstre, som førte til dannelsen af Det Radikale Venstre i januar 1905.

## Departementschef
Samme år blev Christensen konseilspræsident og forsvarsminister og gjorde med det samme Lütken til departementschef for Krigsministeriets første departement. Sammen skulle de nu gennemføre den ny forsvarspolitik, uanset at sagen var forsøgt henlagt og "indkapslet" i Forsvarskommissionen af 1902. I største hemmelighed for alle undtagen udenrigsminister Frederik Raben-Levetzau indledte Lütken i 1906 forhandlinger med chefen for den tyske generalstab Helmuth Johannes Ludwig von Moltke. Lütken foreslog en militærkonvention mellem Danmark og Tyskland og antydede sågar, at Danmark kunne føre en så tyskvenlig neutralitetspolitik, at Tyskland til gengæld skulle afstå Nordslesvig til Danmark. Han foreslog også et mageskifte mellem Slesvig og Dansk Vestindien. Moltke afviste disse og andre ideer, som udelukkende var Lütkens. Forhandlingerne førte dermed ikke til konkrete resultater, men bandt dog J.C. Christensen til den tyskvenlige neutralitet og en tilsvarende forsvarspolitik. Disse forhandlinger var ikke kendt i offentligheden, men blev i årene umiddelbart før 1. verdenskrig lækket til radikale ministre, og det vakte opstandelse, da P. Munch lod akterne offentliggøre i 1919, året efter Lütkens død.

## Senere virke
J.C. Christensen måtte i 1908 måtte gå af efter Alberti-skandalen og blev efterfulgt af Niels Neergaard, som Lütken også optog forbindelse med. Lütken forelagde Neergaard sit syn på Københavns Befæstning, hvis fremtidige funktion Forsvarskommissionen var uenig om. Lütken havde allerede i 1905 gjort sig overvejelser om en række fremskudte forter foran Københavns Befæstning, og Neergaard blev overbevist om disse fremskudte forters funktion, omend ud fra andre politiske og militære motiver end Lütken, og fremsatte forslag om dem i Folketinget den 12. februar 1909. Lütken havde stor politiske indflydelse på dette tidspunkt, eftersom han plejede omgang med både J.C. Christensen, Neergaard og grev Mogens Frijs. Alligevel faldt forslaget om de fremskudte forter, og J.C. Christensen gennemførte det følgende efterår forsvarslovene af 1909 som et kompromis, hvori Lütkens indflydelse var svundet ind. Kort efter fratrådte han som departementschef. Lütken blev oberstløjtnant 1908, chef for 21. bataljon 1909, oberst og regimentschef 1910, først i København, derefter i Helsingør, 1917 generalmajor og divisionschef i Roskilde. Han blev Ridder af Dannebrog 1906, Dannebrogsmand 1909 og Kommandør af 2. grad 1918. Lütken døde samme år af blindtarmsbetændelse.
Han blev gift 1. november 1909 i Marienburg i Østpreussen med Anna Dorthea Gertrud Thürmer (28. oktober 1879 i Marienburg – 19. april 1956 i København), datter af arkitekt Friederich Thürmer (1850-1923) og Anna Görke (1853-1912).
Han er begravet i Roskilde. Der findes et posthumt relief af Agnete Claudius, f. Lütken samt fotografier.